# Pteronotropis
Pteronotropis és un gènere de peixos de la família dels ciprínids i de l'ordre dels cipriniformes.

## Taxonomia
- Pteronotropis grandipinnis (Jordan, 1877)
- Pteronotropis hubbsi (Bailey & Robison, 1978)
- Pteronotropis merlini (Suttkus & Mettee, 2001)
- Pteronotropis signipinnis (Bailey & Suttkus, 1952)
- Pteronotropis welaka (Evermann & Kendall, 1898)[1][2]